# Autostrada międzystanowa nr 35
Interstate 35 (Autostrada międzystanowa nr 35) jest to jedna z głównych autostrad międzystanowych w Stanach Zjednoczonych w kierunku północ-południe. Jej długość wynosi 2518 km. Autostrada łączy Duluth z Laredo. Przebiega przez stany:
- Minnesota
- Iowa
- Missouri
- Kansas
- Oklahoma
- Teksas

Autostrada stanowi w wielu miastach ważną arterię komunikacyjną. W Minnesocie, w Minneapolis/St. Paul, i w Teksasie, Dallas/Fort Worth, na terenie obu obszarów metropolitalnych, autostrada rozwidla się lokalnie na 35W i 35E. Autostrada przebiega również przez Des Moines, Kansas City, Oklahoma City i San Antonio.